# Вальдхуфен
Вальдхуфен (нем. Waldhufen) — община в Германии, в земле Саксония. Подчиняется административному округу Дрезден. Входит в состав района Гёрлиц. Подчиняется управлению Диза. Население составляет 2636 человек (на 31 декабря 2010 года). Занимает площадь 58,64 км².

## Фотографии

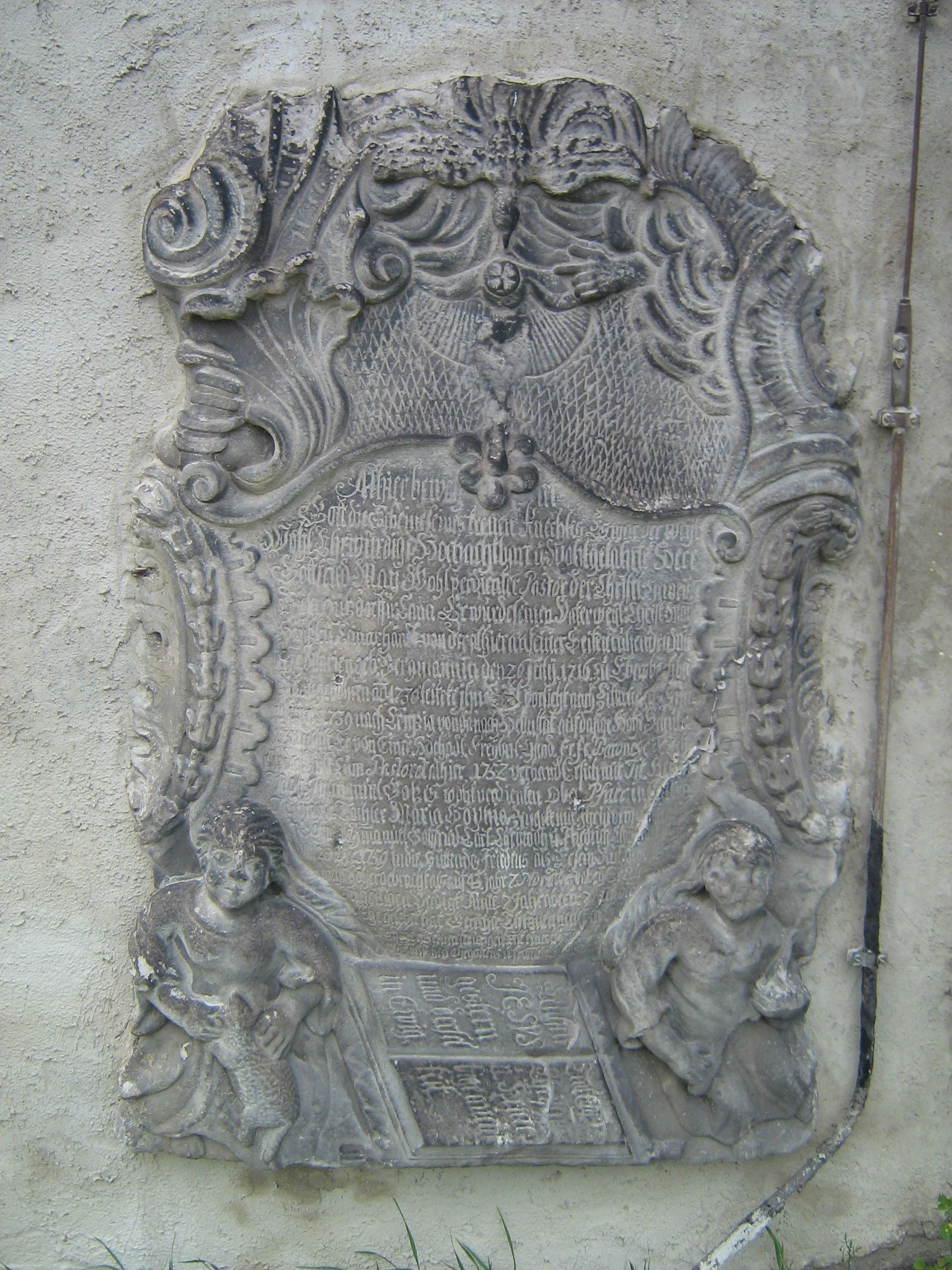
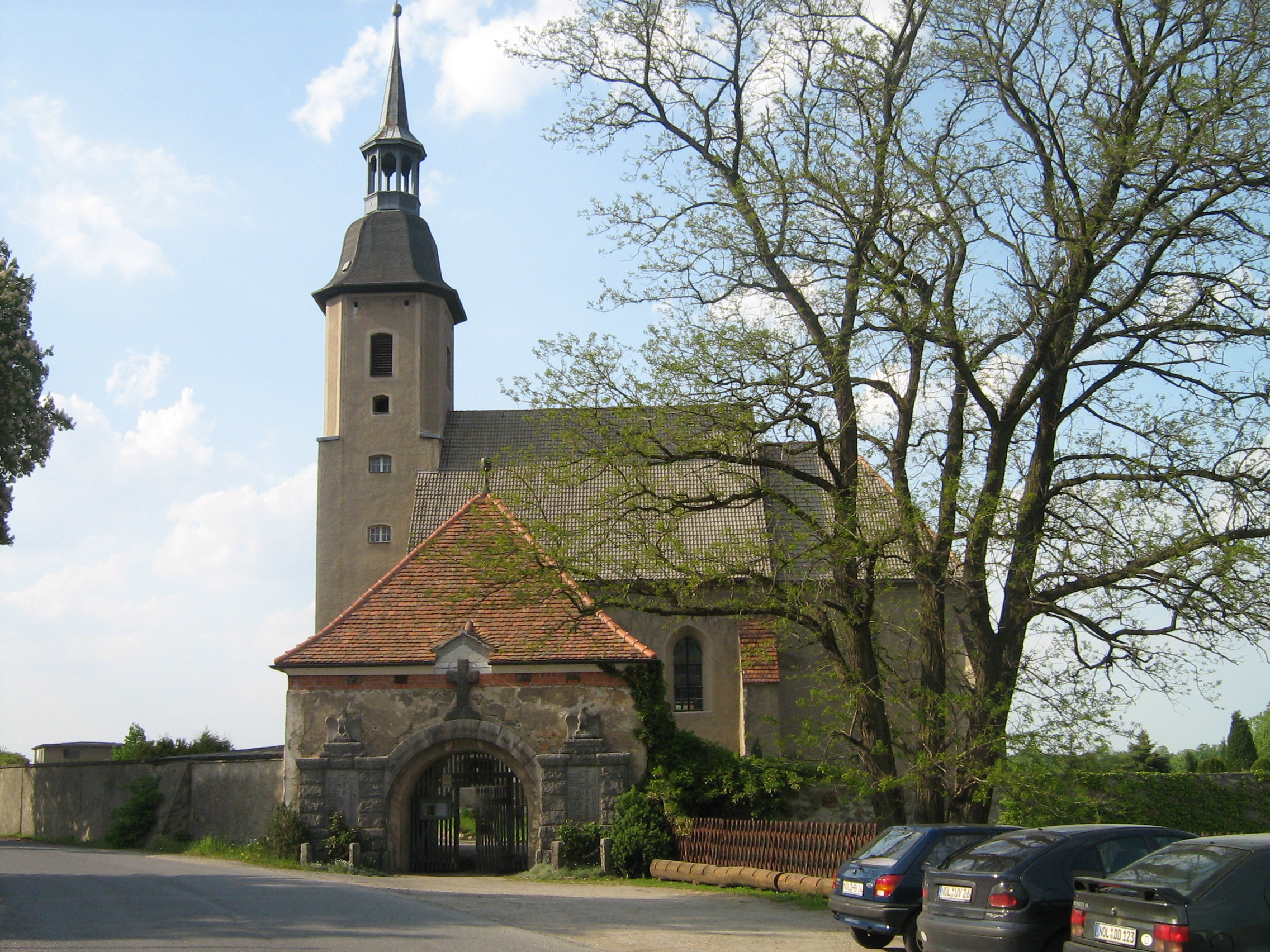
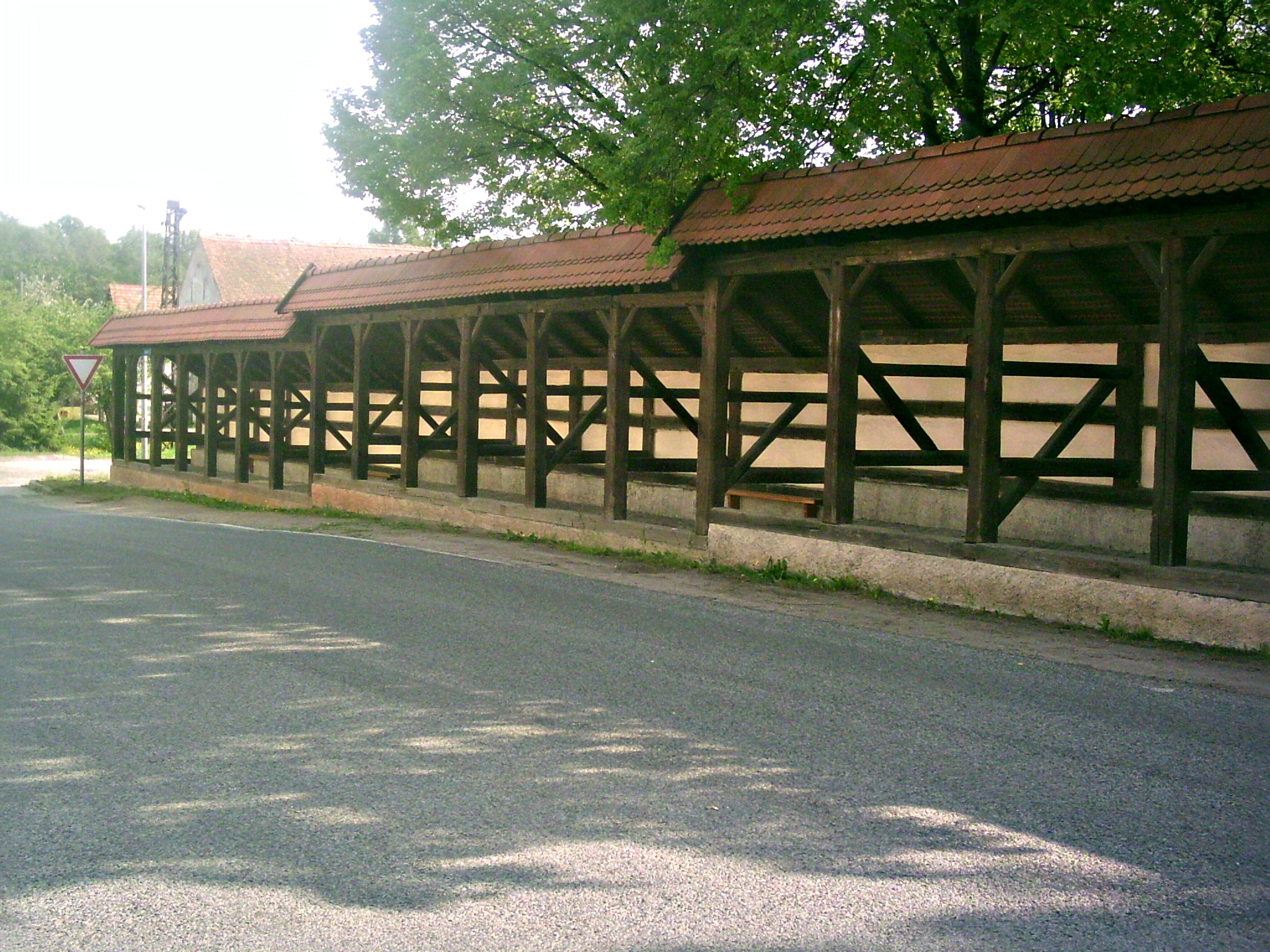
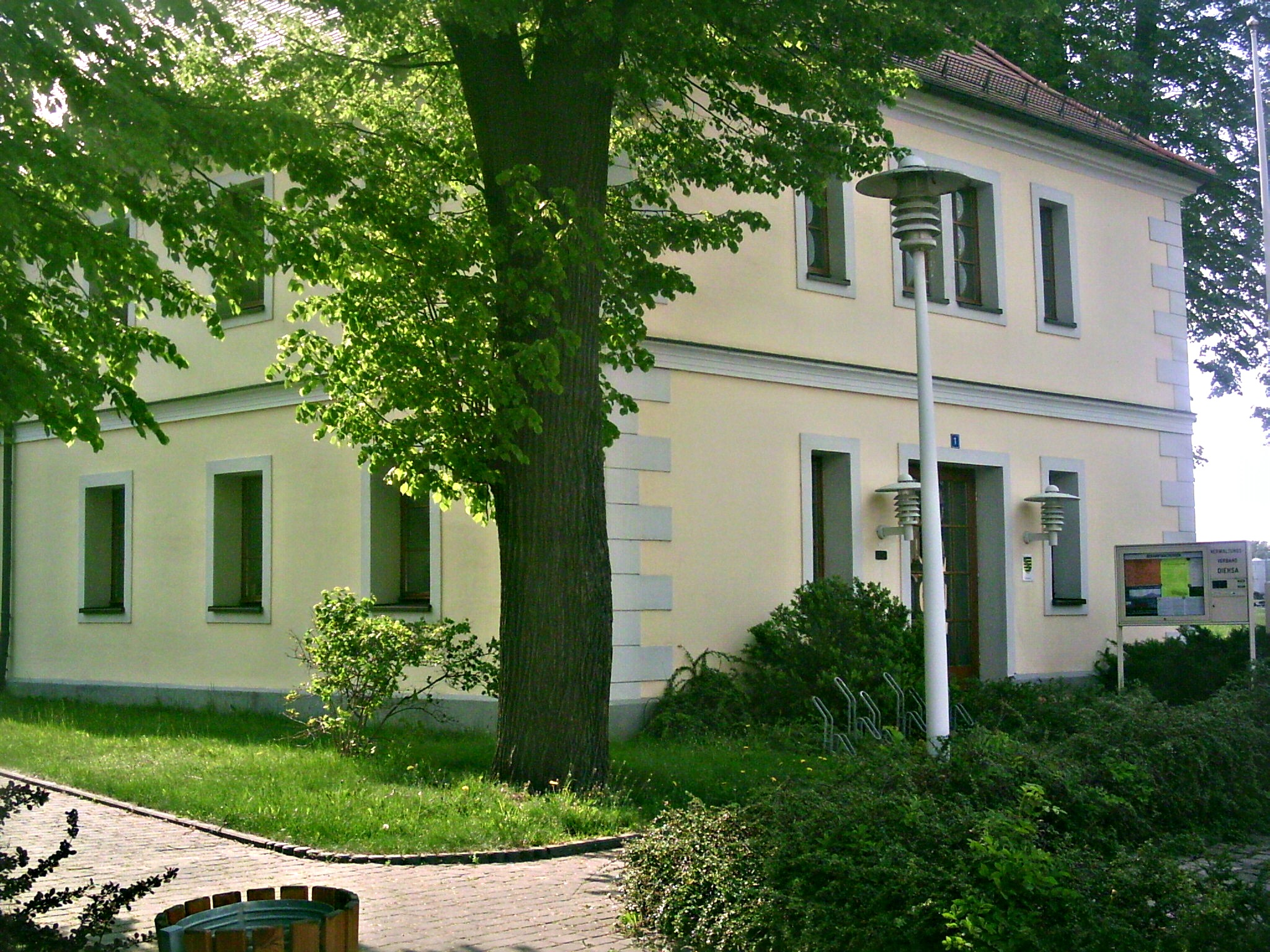
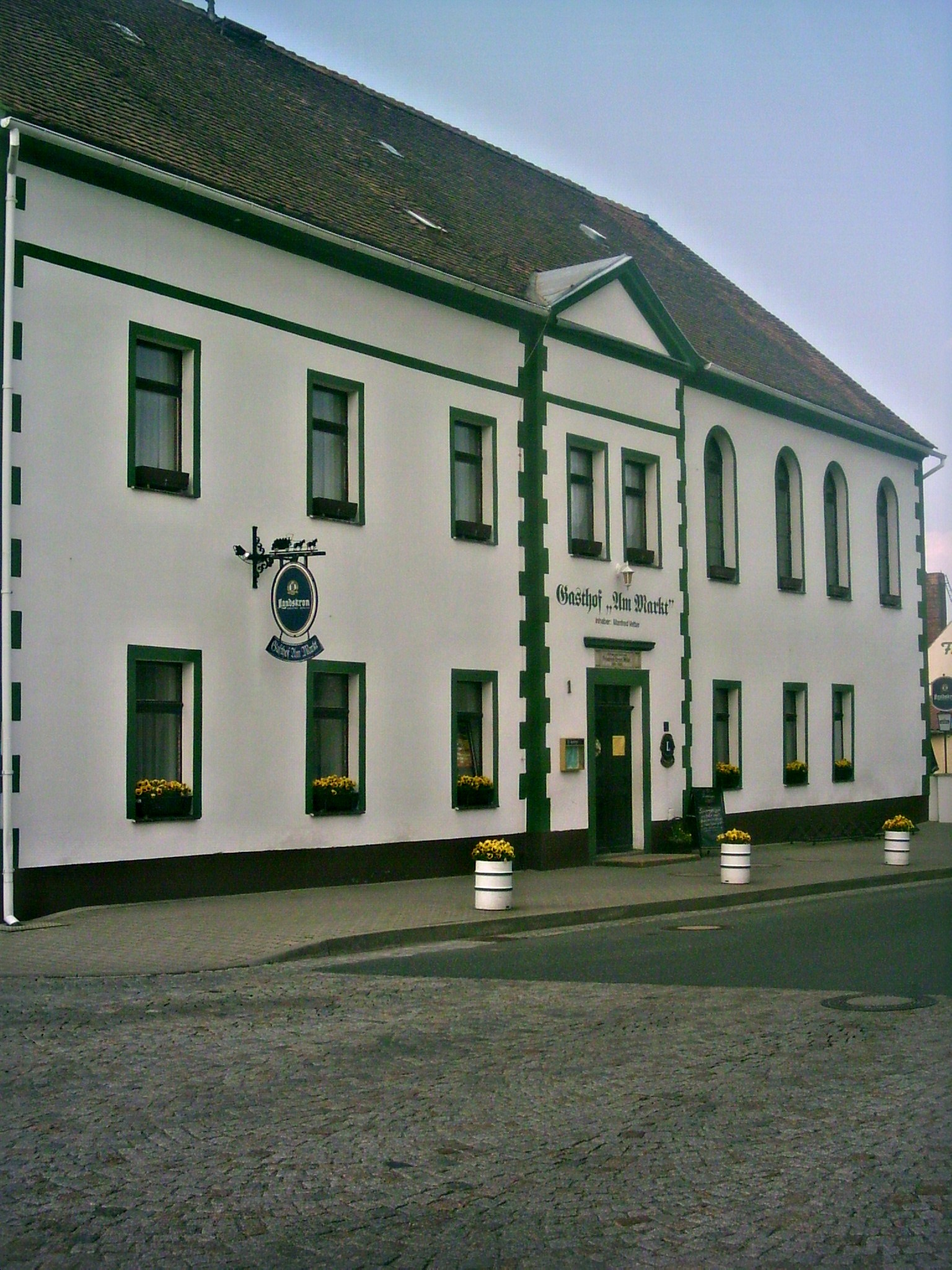

## Население
| Год  | Численность | Численность |
| ---- | ----------- | ----------- |
| 2017 | 2372        | [ 1 ]       |
| 2019 | 2365        | [ 3 ]       |
| 2021 | 2369        | [ 4 ]       |
| 2022 | 2365        | [ 5 ]       |
| 2023 | 2365        | [ 2 ]       |